# Palais des Évêques de Saint-Lizier

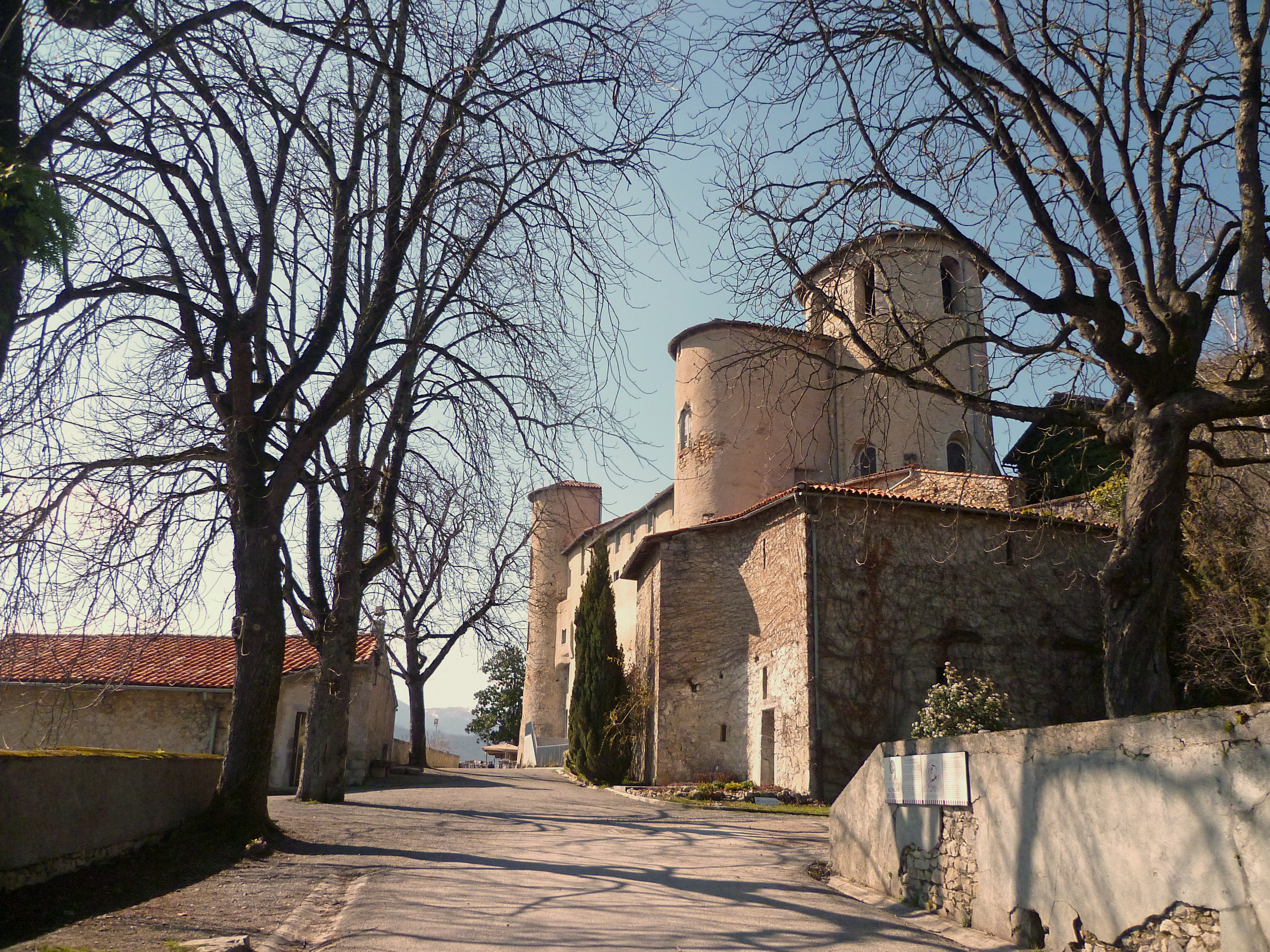
Terrasse du palais.

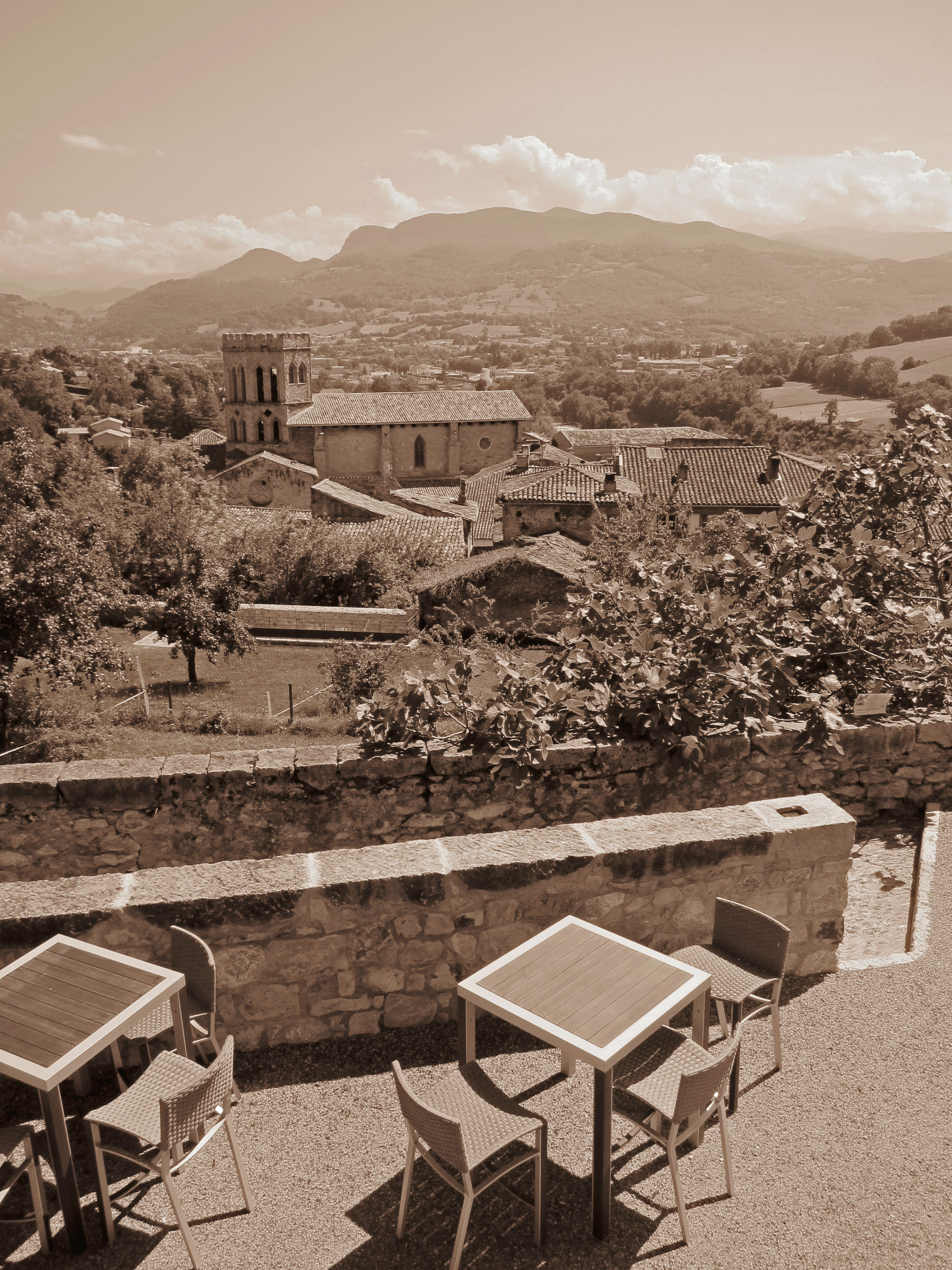
Vue sur les Pyrénées depuis l'entrée du musée.

Hébergeant les collections du musée départemental de l’Ariège, le palais des Évêques (ou palais épiscopal) domine la cité de Saint-Lizier, en Ariège. Depuis les terrasses, on peut jouir d'un point de vue exceptionnel sur la chaîne des Pyrénées.

## Historique
77 évêques se sont succédé à Saint-Lizier du IVe au XIXe siècle. Le premier évêque du Couserans est Valerius, canonisé et connu sous le nom de saint Valier. Il aurait vécu à la charnière des IVe siècle et Ve siècles. Il a laissé son nom à la montagne emblématique du Couserans, le mont Valier qui culmine à 2 838 m d’altitude. Mieux connu est le saint patron du Couserans, l’évêque Glycerius ou Licerius, canonisé sous le nom de saint Lizier.
C'est à partir de la fin du XIe siècle que les travaux de construction de la cathédrale Notre-Dame-de-la-Sède sont entrepris, en même temps que ceux de l'église paroissiale Saint-Lizier. Le palais épiscopal connaît une première phase de construction au XIIIe siècle — il est alors de taille bien moindre que l'actuel. Cet ancien bâtiment est aujourd'hui désigné sous le nom de palais Vieux.
En 1660, c'est l'évêque Bernard Coignet de Marmiesse qui commande les travaux d'agrandissement du palais, qui prend alors sa taille actuelle. 
Avec la suppression de l’évêché de Couserans  par le concordat de 1801, le site perd sa fonction religieuse ; il n'avait d'ailleurs plus d'évêque depuis 1792, année où Dominique de Lastic de Fournels, fuyant la Révolution, se réfugia à Münster.
Le bâtiment deviendra tour à tour mairie, prison, dépôt de mendicité (1811), asile d’aliénés et hôpital psychiatrique départemental. En 1969, le site, trop vétuste, perd sa fonction hospitalière.
En 1992, le conseil général de l'Ariège installe les collections d’Arts et traditions populaires du Musée départemental dans l’ancien palais. 
Dans le même temps, d'anciennes peintures Renaissance sous des badigeons récents sont découvertes en la cathédrale Notre-Dame de la Sède.
Par arrêté du 13 janvier 1993, le bâtiment est partiellement inscrit à l'inventaire des monuments historiques et le palais épiscopal fait partie des sites des chemins de Compostelle en France inscrits au patrimoine mondial de l'UNESCO en 1998.
En 2004, le conseil général de l'Ariège décide de lancer un grand projet de restructuration du palais des Évêques, avec la création d’une résidence de tourisme dans les anciens bâtiments de l’hôpital psychiatrique, d’un restaurant dans les caves du palais, et d’un pôle culturel autour d'un nouveau musée départemental et de la cathédrale récemment restaurée.

## Le musée départemental de l'Ariège
La visite aborde quatre thèmes majeurs, répartis sur les quatre niveaux du musée :
- La présence romaine en Couserans montre une collection d’objets de la vie quotidienne au temps des Romains : amphores, lampes à huile, éléments d'élévation sculptés, monnaies. Cette collection est enrichie par la découverte fortuite, en 1994, du trésor de Saint-Girons. Ce trésor monétaire comptant près de 14 000 pièces de monnaie gallo-romaine est également présenté dans cette salle.

- De la cité gallo-romaine à l’évêché du Couserans, à la fin de l’Antiquité: l’implantation du christianisme et le traumatisme lié aux grandes invasions sarrasines modifient la société et laissent des traces durables dans l’architecture de la cité. Sarcophages de marbre, objets de la vie quotidienne à décor chrétien et sculptures sont exposés dans cette salle, ainsi qu'une collection de plaques-boucles de ceintures mérovingiennes provenant de la nécropole de Tabariane, à Teilhet.

- Le palais des Évêques, histoire et architecture, du XIe au XVIIIe siècle, période pendant laquelle les évêques expriment leur puissance à travers des projets architecturaux toujours plus somptueux.

- Vivre dans une vallée pyrénéenne au début du XXe siècle: cette partie du musée illustre la vie des habitants de la vallée de Bethmale et leurs activités économiques grâce à la collection d'objets ethnographiques de Jacques Bégouën[4].

## La cathédrale Notre-Dame-de-la-Sède

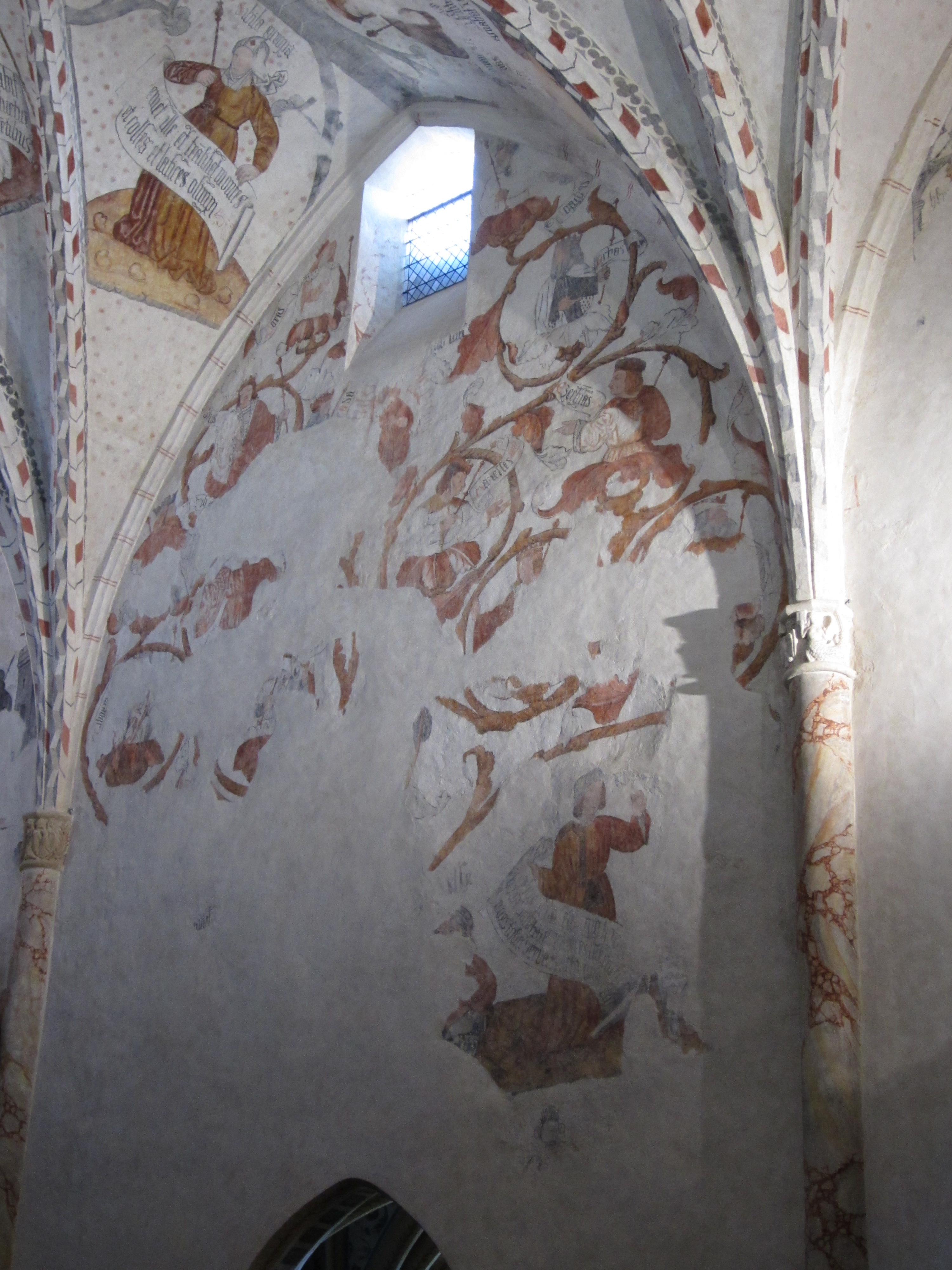
Plafond de la cathédrale.

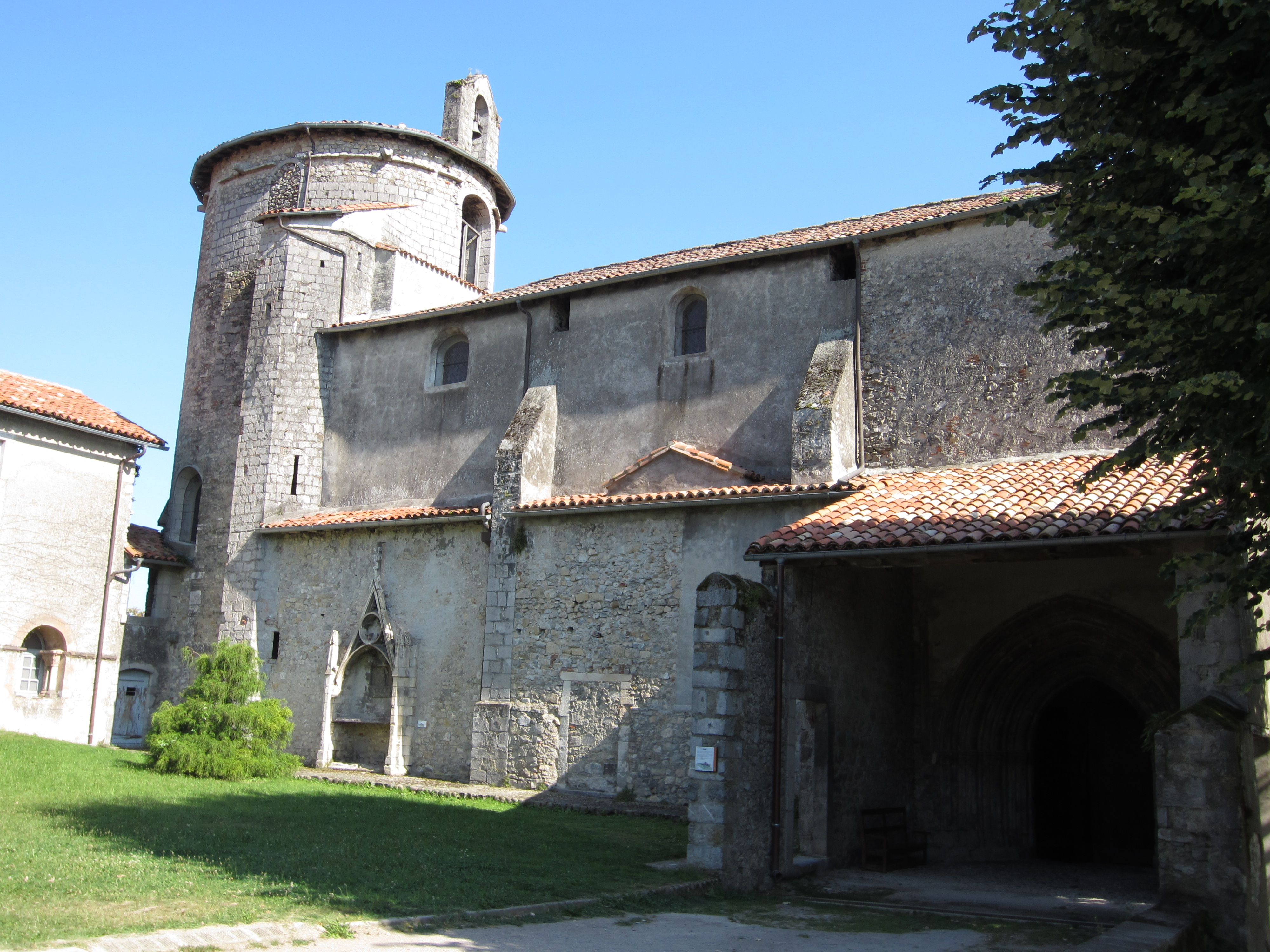
Extérieur de la cathédrale et emplacement de l'ancien cloître.

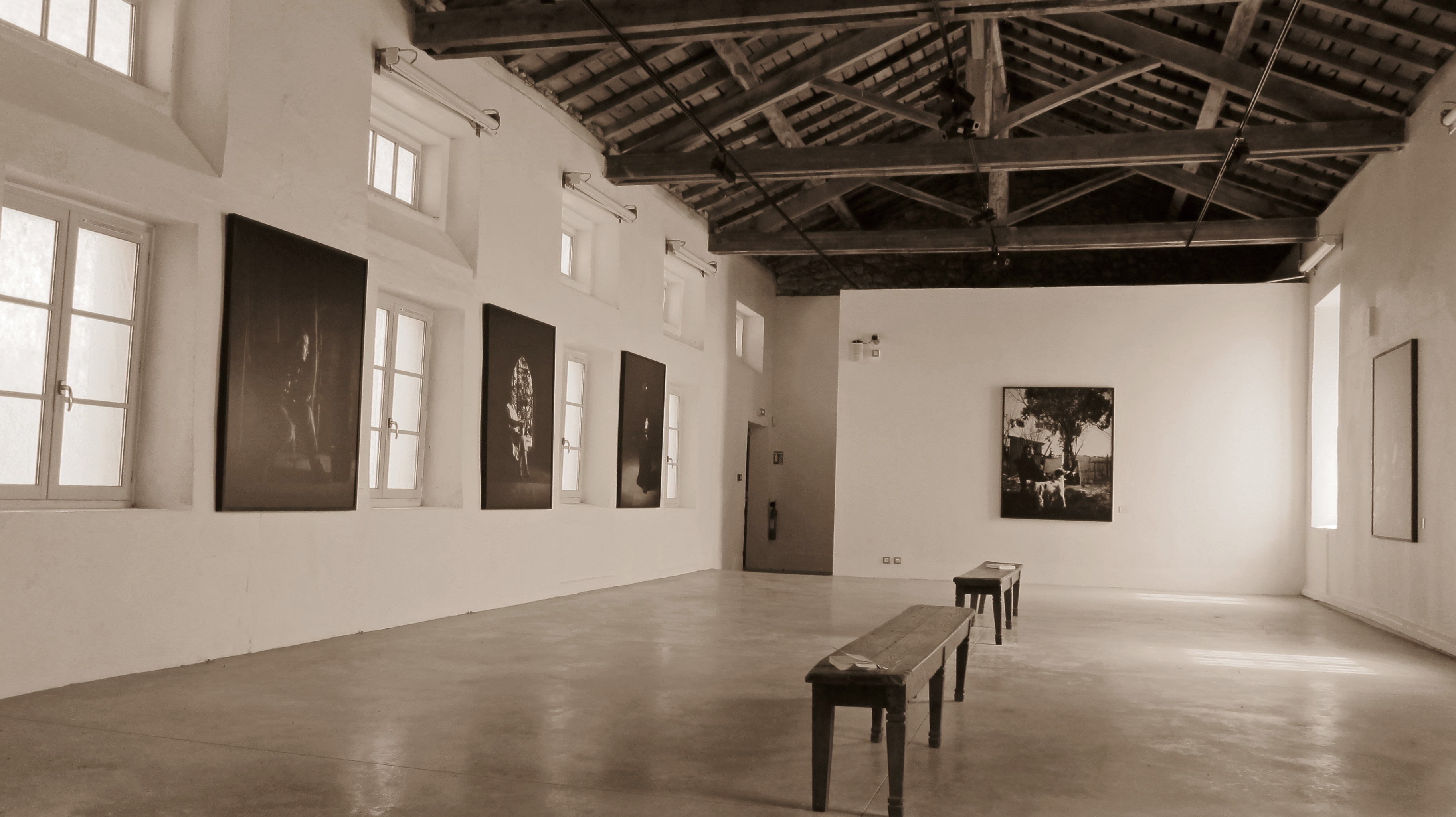
Salle des expositions temporaires.

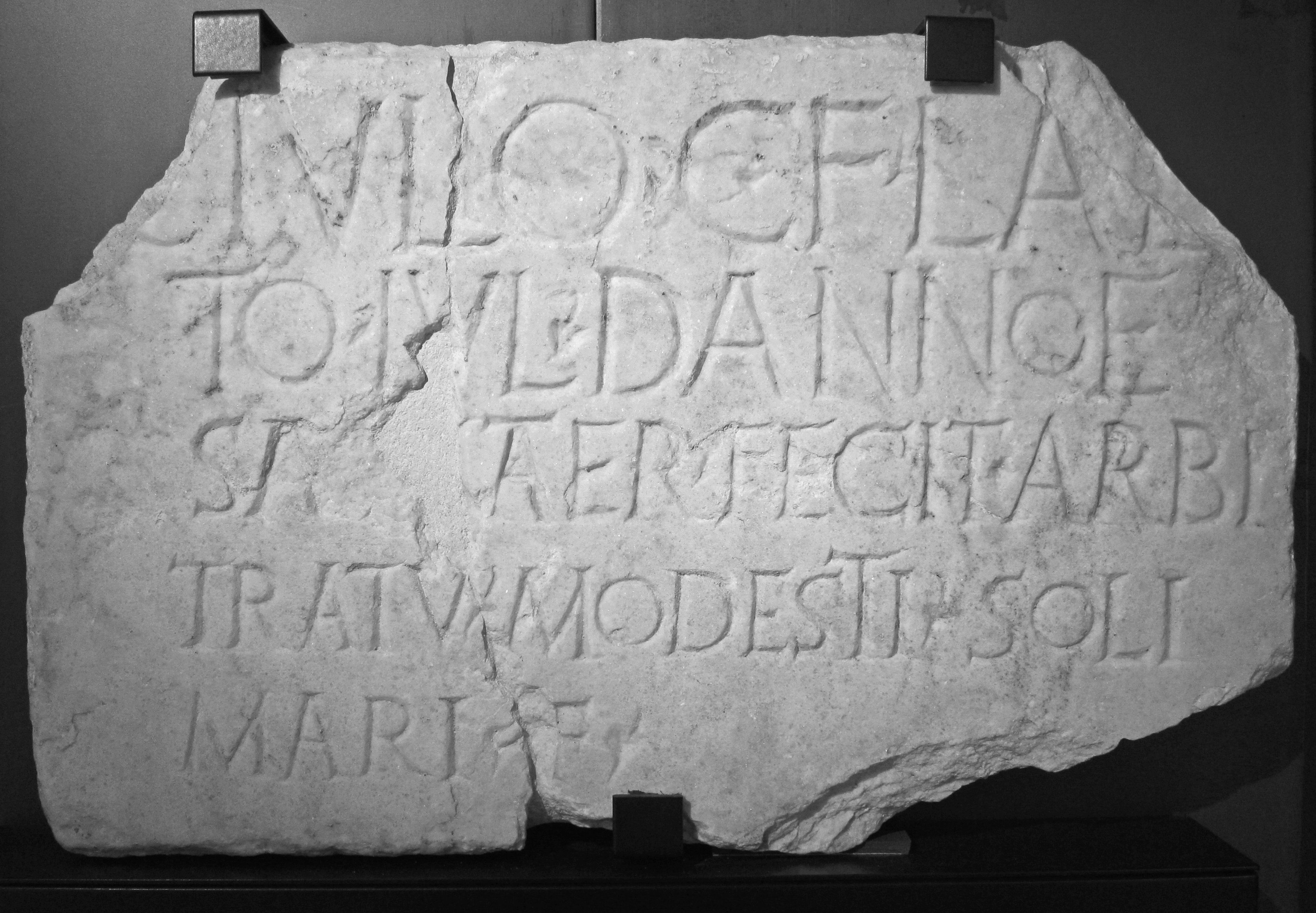
Pierre tombale découverte en 1973 lors du percement du rempart.

C’est lors du démontage des boiseries pour restauration que l’on retrouve l'existence des peintures murales sous le décor du XIXe siècle. Des sondages montrent alors que les peintures s'étendent bien au-delà des boiseries, sous des badigeons récents. Les campagnes de restauration successives permettent de dégager un décor d’une qualité exceptionnelle sur l’ensemble de la voûte ainsi que sur une grande partie des murs de l’édifice. Les peintures les plus anciennes remonteraient au XIIe siècle. Cependant, l’ensemble le plus important fut réalisé sous l’épiscopat de Jean d’Aule (1475-1515).
Sur les voûtes sont visibles douze Sibylles. Les Sibylles sont, dans l’Antiquité, des femmes ayant don de prophétie. Elles ont été, par la suite, adoptées par les Pères de l’Église, qui ont vu dans leurs prophéties l’annonce de la venue du Christ. Les artistes leur ont associé, toujours sur les voûtes, les Pères des douze Tribus d’Israël. L’imposant arbre de Jessé - désignant traditionnellement l’arbre généalogique du Christ, à partir de Jessé, père de David – a été peint sur le mur sud de la cathédrale. Sur le mur nord ont été figurés différents épisodes de la vie de saint Jacques le Majeur, notamment l’épisode du transport du corps du saint en barque jusqu’en Galice.
La cathédrale Notre-Dame de la Sède est classée Monument historique depuis 1994.

## Les extérieurs du palais
Dans les jardins du palais se trouve l’aire de l'ancien cloître. Celui-ci fut construit au XIIe siècle et est encore mentionné dans des écrits du XIXe siècle. La date de sa destruction n'est cependant pas connue. Un enfeu gothique subsiste, ainsi que l'ancienne salle capitulaire. Au-dessus de celle-ci a été créée une salle d’exposition temporaire dans un espace qui abritait, du temps de l'asile d'aliénés, les cellules d'isolement temporaire pour malades en crise. 
Un belvédère offrant un large panorama sur les Pyrénées et datant de cette même époque est conservé. Il avait été construit dans le but d'apporter de la sérénité aux malades par la vue dégagée sur ce paysage.